# Mabel Digby
Mabel Digby, född cirka 1600, död efter 1642, var en anglo-irländsk adelskvinna. Hon är känd för att ha deltagit i rländska upproret 1641 på irländsk sida, då hon 1642 överlämnade Dromana Castle till rebellerna.